# Neshuya (distrito)
O Distrito peruano de Neshuya é um dos cinco distritos que formam a Província de Padre Abad, situada na Região de Ucayali.

## Transporte
O distrito de Neshuya é servido pela seguinte rodovia:
- UC-105, que liga o distrito à cidade de Curimana
- PE-18C, que liga o distrito de Callería à cidade de Alexander von Humboldt[2][3][4]